# Paul Mohr (Pädagoge)
Paul Hermann Eduard Mohr (* 24. April 1851 in Stendal; † 26. November 1939 in Allendorf) war ein deutscher Gymnasiallehrer, zuletzt Schuldirektor, und Altphilologe, der insbesondere zu Sidonius Apollinaris forschte.

## Leben
Ab 1860 besuchte er das Gymnasium in Stendal, bevor er wegen einer Versetzung seines Vaters im Jahr 1865 nach Merseburg wechselte. Hier legte er 1870 das Abitur ab. Es folgten Studien an der Universität Göttingen und der Universität Leipzig, wo er 1873 zum Dr. phil. promoviert wurde und das Staatsexamen für das höhere Lehramt bestand.
Einer Verwendung als Hilfslehrer an der Nikolaischule in Leipzig folgte ab 1874 eine Tätigkeit am Gymnasium in Sondershausen. Dort wurde er zum Oberlehrer befördert und wechselte 1878 nach Laubach in Hessen. Ab 1884 war er in Bremerhaven tätig, 1895 wurde er dort Gymnasialdirektor. Er publizierte wissenschaftliche Abhandlungen zusammen mit Jahresberichten und ähnlichem in sogenannten Schulprogrammen.
Seine 1895 als Buch erschienene kritische Ausgabe zu Sidonius Apollinaris gilt neben der Edition von Christian Lütjohann (1887 postum von Theodor Mommsen veröffentlicht) als erste moderne textkritische Ausgabe.
Mohr war seit 1874 mit Rosalie Engelhardt verheiratet, mit der er eine Tochter Paula, eine Malerin, hatte. Er starb am 26. November 1939 in Allendorf, wo die Familie zuletzt wohnte. Mohr führte die Bezeichnung Professor.

## Schriften
- De iambico apud Plautum septenario („Vom Jambus in Plautus’ Septenar“), Dissertation, Leipzig 1873, Druck von Hottenroth & Schneider, Merseburg, 32 S., OCLC 234351822, Digitalisat
- In Apollinaris Sidonii epistulas et carmina observationes criticae, exegeticae, metricae („Kritische, exegetische und metrische Beobachtungen zu den Briefen und Gedichten des Sidonius Apollinaris“), Zu der öffentl. Prüfung des fürstlich Schwarzbergischen Gymnasiums zu Sondershausen, Druck in der F.A. Cupel’schen Hofbuchdruckerei, Sondershausen 1877, 11 S., OCLC 9962076
- Zu den Gedichten des Apollinaris Sidonius (auch: Zu Sidonius’ Carmina), 14 S. (= Wissenschaftliche Beilage zum Programm des Gymnasiums Fridericianum zu Laubach, Schuljahr 1880/81, Programm Nr. 547, Druck von Hey & Stummer, Frankfurt am Main 1881), OCLC 55919589, Digitalisat
- Zu Apollinaris Sidonius, 16 S. (= Wissenschaftliche Beilage zum Programm des Gymnasiums und der Realschule in Bremerhaven, Programm Ostern 1886, Nr. 662, Druck von Vangerow, Bremerhaven 1886, S. 3–18), OCLC 1049006516, Digitalisat
- C. Sollius Apollinaris Sidonius, 394 S., B. G. Teubner, Leipzig 1895, OCLC 1121235580, Digitalisat